# Kimbolton (Herefordshire)
Kimbolton est une paroisse civile et un village du Herefordshire, en Angleterre.